# هربرت هاین
هربرت هاین (انگلیسی: Herbert Hein؛ زادهٔ ۲۷ مارس ۱۹۵۴) بازیکن فوتبال اهل آلمان است.
از باشگاه‌هایی که در آن بازی کرده‌است می‌توان به باشگاه فوتبال بروسیا دورتموند و باشگاه فوتبال کلن اشاره کرد.